# Costa e Caldeirão - Ilha do Corvo
Costa e Caldeirão - Ilha do Corvo este o arie protejată (arie de protecție specială avifaunistică — SPA) din Portugalia întinsă pe o suprafață de 701,54 ha, integral pe uscat.

## Localizare
Centrul sitului Costa e Caldeirão - Ilha do Corvo este situat la coordonatele 39°42′N 31°06′W / 39.7°N 31.1°V.

## Înființare
Situl Costa e Caldeirão - Ilha do Corvo a fost declarat arie de protecție specială avifaunistică în martie 1990 pentru a proteja 14 specii de plante și 23 de specii de animale.

## Biodiversitate
Situată în ecoregiunea , aria protejată conține 13 habitate naturale: Vegetație perenă pe țărmurile stâncoase, Faleze cu floră endemică de pe coastele macaroneziene, Ape stătătoare oligotrofe până la mezotrofe, cu vegetație de Littorelletea uniflorae și/sau de Isoëto-Nanojuncetea, Lacuri și iazuri distrofice naturale, Pajiști macaroneziene cu vegetație endemică, Tufărișuri termo-mediteraneene și de pre-deșert, Pajiști mezofile macaroneziene, Turbării active, Mlaștini oligotrofe degradate, capabile încă de regenerare naturală, Turbării de acoperire (* exclusiv pentru turbării active), Mlaștini turboase de tranziție și turbării mișcătoare, Roci stâncoase cu vegetație pionieră de Sedo-Scleranthion sau Sedo albi-Veronicion dillenii, Mlaștini împădurite.
La baza desemnării sitului se află mai multe specii protejate:
- plante (14): Ammi trifoliatum, Azorina vidalii, Culcita macrocarpa, Erica scoparia subsp. azorica, Euphorbia stygiana, Euphrasia azorica, Frangula azorica, isoëtes azorica (Isoetes azorica), Myosotis maritima, Picconia azorica, Scabiosa nitens, Spergularia azorica, Trichomanes speciosum, Woodwardia radicans
- păsări (23): rață pitică (Anas crecca), rață mare (Anas platyrhynchos), stârc cenușiu (Ardea cinerea), pietruș (Arenaria interpres), Calidris alba, Calonectris diomedea, prundăraș de sărătură (Charadrius alexandrinus), Columba palumbus azorica, egretă mică (Egretta garzetta), lișiță (Fulica atra), găinușă de baltă (Gallinula chloropus), Larus marinus, pescăruș râzător (Larus ridibundus), sitar de mâl (Limosa limosa), Numenius phaeopus, Oceanodroma castro, lopătar (Platalea leucorodia), Plectrophenax nivalis, Puffinus assimilis, Puffinus puffinus, Sterna dougallii, chiră de baltă (Sterna hirundo), nagâț (Vanellus vanellus)

Pe lângă speciile protejate, pe teritoriul sitului au mai fost identificate 27 de specii de plante, 12 specii de păsări, 1 specie de mamifere.